# Músicas não lançadas do VAST
Fora as músicas incluídas no disco A Complete Demonstration, há uma variedade de outras músicas do VAST que não estão (ou ainda não estão) incluídas em algum disco oficial.
Segue abaixo uma lista de músicas não oficiais, não incluídas em algum disco oficial:

## Músicas demonstrativas deJon Crosbyem sua fase inicial
- Neon Muzzle
- Pretend
- Sacred
- Schizophrenia
- The Queen Is My Slave
- Tycoon

## Ao Vivo
- Everything Passing By  (foi lançada no disco April (Retail Version), mas tocada anteriormente nas apresentações da turnê de 2007)
- Punish Me (Versão anterior de "Sunday I'll Be Gone" do disco April (Versão Online) e April (Retail Version) - também lançada em uma nova versão no disco solo de Jon Crosby chamado Generica Vol. 1)
- I Thought By Now (Prevista para aparecer no disco Closed Romantic Realism - apresentada ao vivo em uma estação de rádio Ianque)
- Outside of My Dreams (Tocada ao vivo numa apresentação em Cleveland em 23/02/2008)
- You´re the Same (Música do extinto Jon Crosby and The Resonator Band, antigo projeto folk de Jon Crosby. A música vem sendo apresentada nos shows do VAST)
- I Can´t Buy You (Tocada ao vivo em Cleveland, porém não se sabe se o nome da música é este mesmo)
- You Destroyed Me (Tocada ao vivo em Cleveland, porém o nome não é certo)

## VAST Fan Club (2005 - até hoje)
- Frog (Lançada em uma versão diferente no disco April (Retail Version))
- My TV And You (Versão Acústica)
- When We First Met (Lançada no projeto solo de Jon Crosby de nome Generica Vol. 2)
- Like God (Demo) (Expectativa de aparecer no disco Closed Romantic Realism)